# The Reckless Moment
The Reckless Moment is een Amerikaanse film noir uit 1948 onder regie van Max Ophüls. De film is gebaseerd op de roman The Blank Wall van de Amerikaanse schrijfster Elisabeth Sanxay Holding.

## Verhaal
De Amerikaanse huisvrouw Lucia Harper denkt dat haar dochter Bea per ongeluk haar ex-vriend Darby heeft vermoord. Ze tracht de moord daarom te verbergen. Er ontstaan problemen, wanneer ze wordt gechanteerd door Martin Donnelly.

## Rolverdeling
| Acteur             | Personage       |
| ------------------ | --------------- |
| James Mason        | Martin Donnelly |
| Joan Bennett       | Lucia Harper    |
| Geraldine Brooks   | Bea Harper      |
| Henry O'Neill      | Tom Harper      |
| Shepperd Strudwick | Ted Darby       |
| David Bair         | David Harper    |
| Roy Roberts        | Nagel           |